# Genoa (Nebraska)
Genoa è un comune degli Stati Uniti d'America, situato in Nebraska, nella contea di Nance. La popolazione, al censimento del 2010, ammontava a 1 003 abitanti. La città fu fondata dai Mormoni nel 1857. Nel 1859 la popolazione Mormone fu costretta ad abbandonare la città quando Genoa e il territorio circostante fu annesso alla Riserva di Pawnee. La Pawnee Indian Agency utilizzò in seguito le strutture lasciate libere dai Mormoni.

## Geografia fisica
Genoa si trova a 41°27'N 97°44'W.
In accordo con l'United States Census Bureau la città ha un'area di 2,07 km², di cui 0,3 km² di acque interne.

## Società

### Censimento del 2000
Al censimento del 2000 si contavano 981 persone divise in 247 famiglie. Il PIL pro capite era di $16,980. L'età media era di 40 anni.

### Censimento del 2010
Al censimento del 2010 si contavano 1 003 persone per 234 famiglie. L'età media era di 40,7 anni.

## Educazione
A Genoa si trovano le scuole pubbliche del Twin River che servono tre comunità: Genoa, Monroe e Silver Creek. Sono suddivise in elementari, una scuola media ed un istituto superiore.